# Мещёрская волость
Мещёрская волость — волость на востоке Коломенского уезда (по доекатерининскому административно-территориальному делению). Впервые упоминается в 1358 году в завещании великого князя Ивана Ивановича Красного. Граничила с Крутинской, Холмовской и Раменской волостями Коломенского уезда, а также с Владимирским и Рязанским уездами. Центр — Мещерский погост на реке Неверке. Крупнейшая река волости — Цна. Волость просуществовала до губернской реформы Екатерины II.
Получила название по погосту Мещёрка с церковью Рождества Пресвятой Богородицы (ныне урочище в километре от деревни Иншаково).

## Поселения
На территории Мещерской волости располагались следующие населенные пункты, ныне входящие в состав Егорьевского района Московской области:
- Анохино
- Владычино
- Двойни
- Демидово
- Дмитровка
- Жабка
- Иншаково
- Княжево
- Крехтино
- Лелечи
- Леоново
- Новоерохино
- Парыкино
- Подрядниково
- Полбино
- Починки
- Прохорово
- Староерохино
- Старый Спас
- Тимохино
- Юринская
- Янино